# Цзинань-центр
Цзинань-центр (также известен как Jinan Center Financial City и Han Yu Finance Business Center) — сверхвысокий небоскрёб, расположенный в деловом центре китайского города Цзинань (провинция Шаньдун). Построен в 2020 году в стиле модернизма, по состоянию на 2020 год являлся самым высоким зданием города и входил в число самых высоких зданий Китая. 
339-метровая офисная башня Цзинань-центр имеет 69 наземных и 4 подземных этажа. В верхней части расположено 350 гостиничных номеров, в подиуме — магазины, рестораны и 4,5 тыс. парковочных мест, на крыше находится вертолётная площадка. Архитектором башни выступила шанхайская фирма China Construction Design International (CCDI Group).
Помимо самого высокого небоскрёба Цзинань-центр в состав комплекса Jinan Center Financial City входит ещё 13 офисных зданий высотой от 123 до 202 метров, построенных в 2015—2016 годах. 